# Operationsentwurf gegen die Schweiz

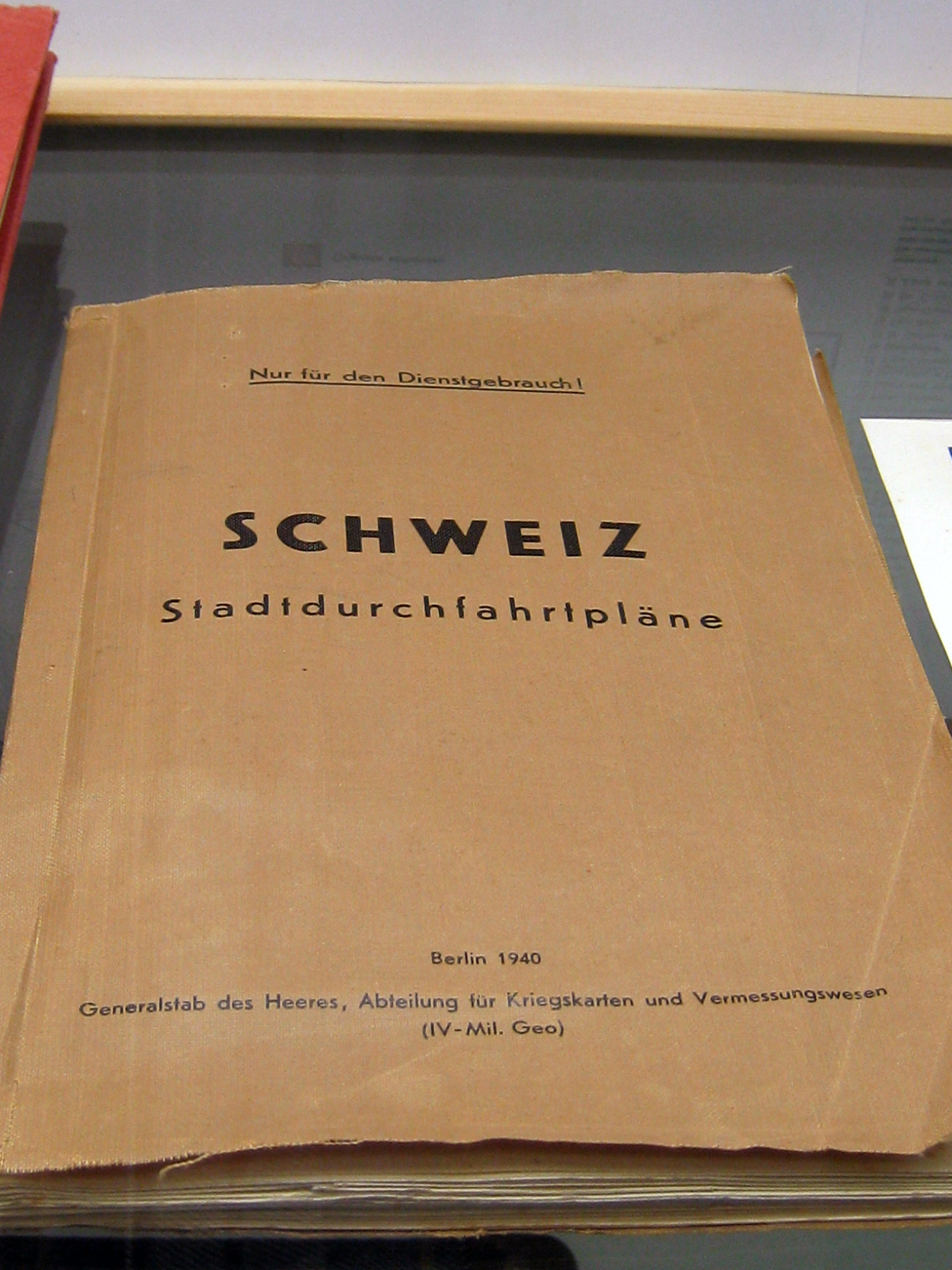
Pläne der deutschen Wehrmacht

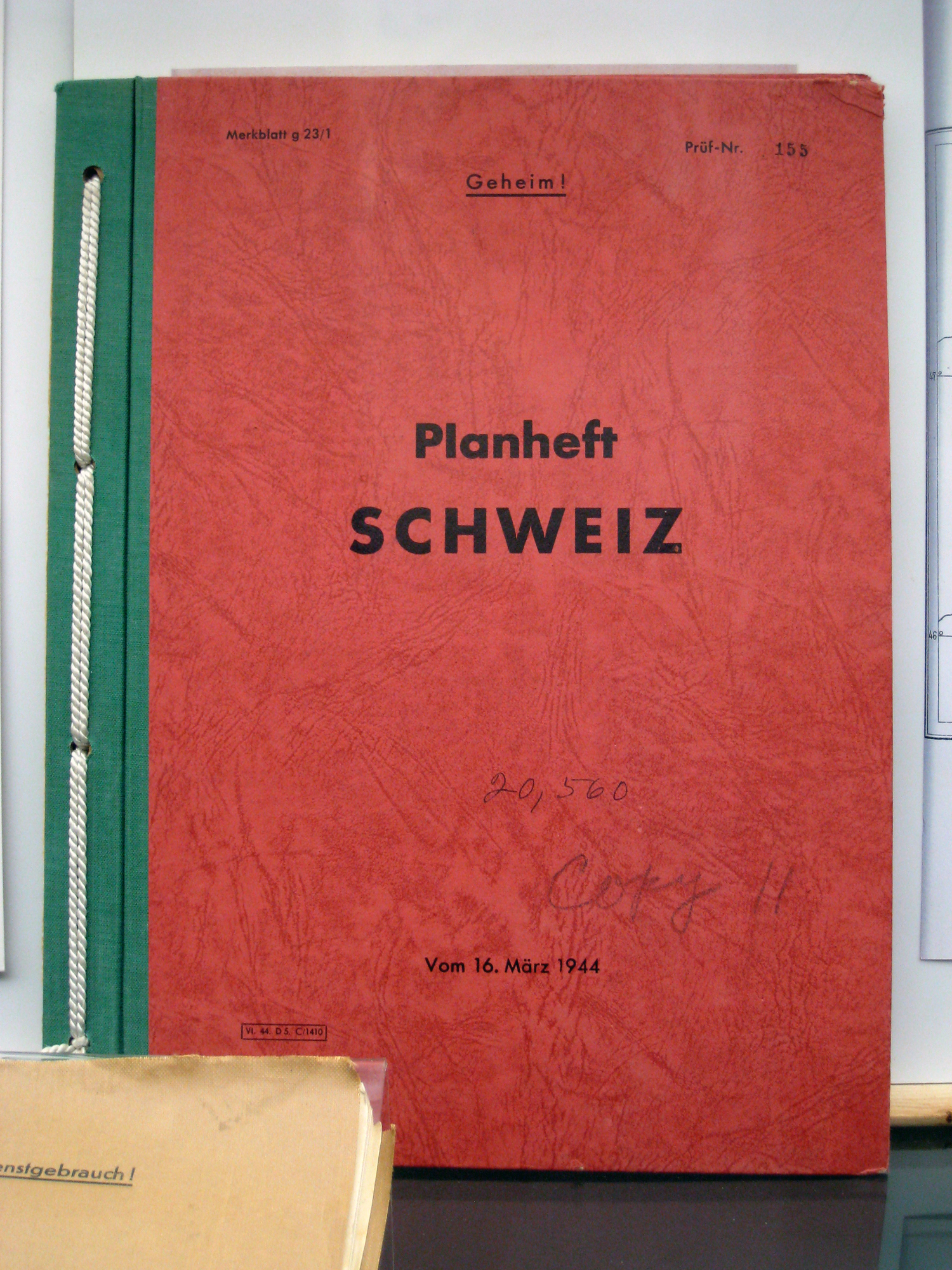
Planheft Schweiz

Der Operationsentwurf gegen die Schweiz  fasst verschiedene deutsche Planungen zur überfallartigen Besetzung der Schweiz im Zweiten Weltkrieg zusammen, die unter anderem am Beispiel des Unternehmens Tannenbaum Otto-Wilhelm Kurt von Menges nach dem deutsch-französischen Waffenstillstand von Compiègne am 24. Juni 1940 im Auftrag des OKH ausarbeitete. Der Schweiz war die Bedrohungslage bewusst und sie versuchte sich mit dem Verteidigungssystem Schweizer Réduit zu schützen.

## Interventionsplanungen der Wehrmacht
Die ursprüngliche Planung wurde als Operationsentwurf gegen die Schweiz bezeichnet. Die Bezeichnung bzw. der Deckname der deutschen Militäroperation Unternehmen Tannenbaum kam erst im September 1940 bei weiteren Planungen innerhalb der Heeresgruppe C auf. Weitere geplante Unternehmen waren die Unternehmen Wartegau bzw. die Aktion Adler sowie weitere noch nicht benannte Planungen von Alfred Jodl und Horst Böhme.
Es war vorgesehen, dass bei der Umsetzung dieser Planung zum Unternehmen Tannenbaum italienische Truppen mit einem gleichzeitigen Angriff von Süden unterstützend wirken würden. Mit ihnen wurde um den 31. Juli 1940 eine ungefähre Teilungslinie für die Schweiz fixiert, die von Saint-Maurice über die Wasserscheide Aare – Rhone weiter zum Tödi, ins Rätikon und schließlich zum Muttler führte.
Menges hatte bis 12. August 1940 die dritte aktualisierte Fassung des Operationsentwurfs des Generalstabes des Heeres fertiggestellt. Er ging davon aus, dass das Schweizer Heer so zu zerschlagen sei, dass ein Ausweichen ins Hochgebirge und ein geführter Widerstand (Réduit) unmöglich werde. Dabei seien Bern (Bundesstadt), Zürich (Waffenfabrik Oerlikon-Bührle) und Solothurn (Waffenfabrik Solothurn) schnell und unversehrt zu besetzen. Dazu kam die

„Gewinnung der wichtigsten Eisenbahn- und Straßenknotenpunkte sowie der zahlreichen Brücken und Tunnel in unbeschädigtem Zustande, um das Land als Durchmarschgebiet für alle Transporte nach Südfrankreich nutzbar zu machen.“

Am 4. Oktober 1940 sah Generalfeldmarschall Wilhelm Ritter von Leeb für das Unternehmen Tannenbaum zwischen 18 und 21 Divisionen vor.
Keines der Unternehmen wurde umgesetzt, weil der Schwerpunkt des deutschen Heeres auf der Planung und Vorbereitung einer möglichen Invasion Großbritanniens lag und damit nicht genügend Mittel zur Durchführung der Besetzung der Schweiz zur Verfügung standen. Zudem wurde am 9. August 1940 ein Handelsabkommen abgeschlossen, das die ausschließliche Belieferung der Achsenmächte durch die Schweizer Rüstungsexporte erzwang, wodurch ein deutsches Interesse an einer unversehrten Schweizer Rüstungsindustrie und auch am Gotthard-Transit bestand.

## Nachrichtendienstliche Aktivitäten
Bereits in Friedenszeiten wurden von den deutschen Nachrichtendiensten militärische, politische und wehrwirtschaftliche Informationen über die Schweiz zusammengetragen. Mit Beginn des Krieges 1939 rückten dann insbesondere militärische Verschiebungen und die Verteidigungsinfrastruktur entlang der Grenzen und in den rückwärtigen Gebieten in den Fokus der Dienste. Informationen dieser Art bildeten die Grundlage für die ab Sommer 1940 erarbeiteten Operationsstudien für eine militärische Intervention der Wehrmacht in der Schweiz. Drehkreuz für nachrichtendienstliche Informationen zur Schweiz war Stuttgart. Hier liefen die Meldungen verschiedener, entlang der deutsch-schweizerischen Grenze eingerichteter Abwehrnebenstellen (ANSt) und der dort installierten Meldeköpfe ein, welche dann die Schnittstellen zu den Agenten in der Schweiz bildeten. Neben dem militärischen Abwehrdienst entfaltete von Stuttgart aus auch der SD, der Sicherheitsdienst der SS, eigene geheimdienstliche Aktivitäten. In Stuttgart kümmerte man sich nicht nur um die Informationsbeschaffung, sondern auch um die Ausbildung von Agenten, die dort u. a. den Umgang mit Spezialtinte erlernten oder in Sabotagekursen den Bau von Spreng- und Brandsätzen.